# Christian Schmiegelow
Christian Frederik Joachim Schmiegelow (født 4. september 1859 i Rønne, død 12. november 1949 i København) var en dansk skibsreder og direktør for Aktieselskabet Det Østasiatiske Kompagni fra 1909 til udgangen af 1935.
Schmiegelow var søn af apoteker Fritz Schmiegelow (død 1862) og hustru Johanne f. Arboe (død 1865). Han kom til søs 1874, tog styrmandseksamen og var medstifter af Dampskibsselskabet Torm. Han blev skibsfører og ansat i ØK i 1898. Samme år indtrådte han i Torms bestyrelse.
Han blev Ridder af Dannebrog 1908, Dannebrogsmand 1912, Kommandør af 2. grad 1922 og af 1. grad 1927 og bl.a. dekoreret med den russiske Skt. Stanislaus Orden.
Han var gift med Thyra Ingeborg f. Meyer (død 1905), datter af grosserer F. Meyer og Marie f. Benedictsen. De fik sønnen Arne Schmiegelow, der også blev skibsreder.
Han er begravet på Assistens Kirkegård.